# رز (آرکانزاس)
رز (به انگلیسی: Ross) یک منطقهٔ مسکونی در ایالات متحده آمریکا است که در شهرستان پوپ، آرکانزاس واقع شده‌است. رز ۲۳۹٫۸۸ متر بالاتر از سطح دریا واقع شده‌است.